# 皮埃尔·奥古斯特·考特

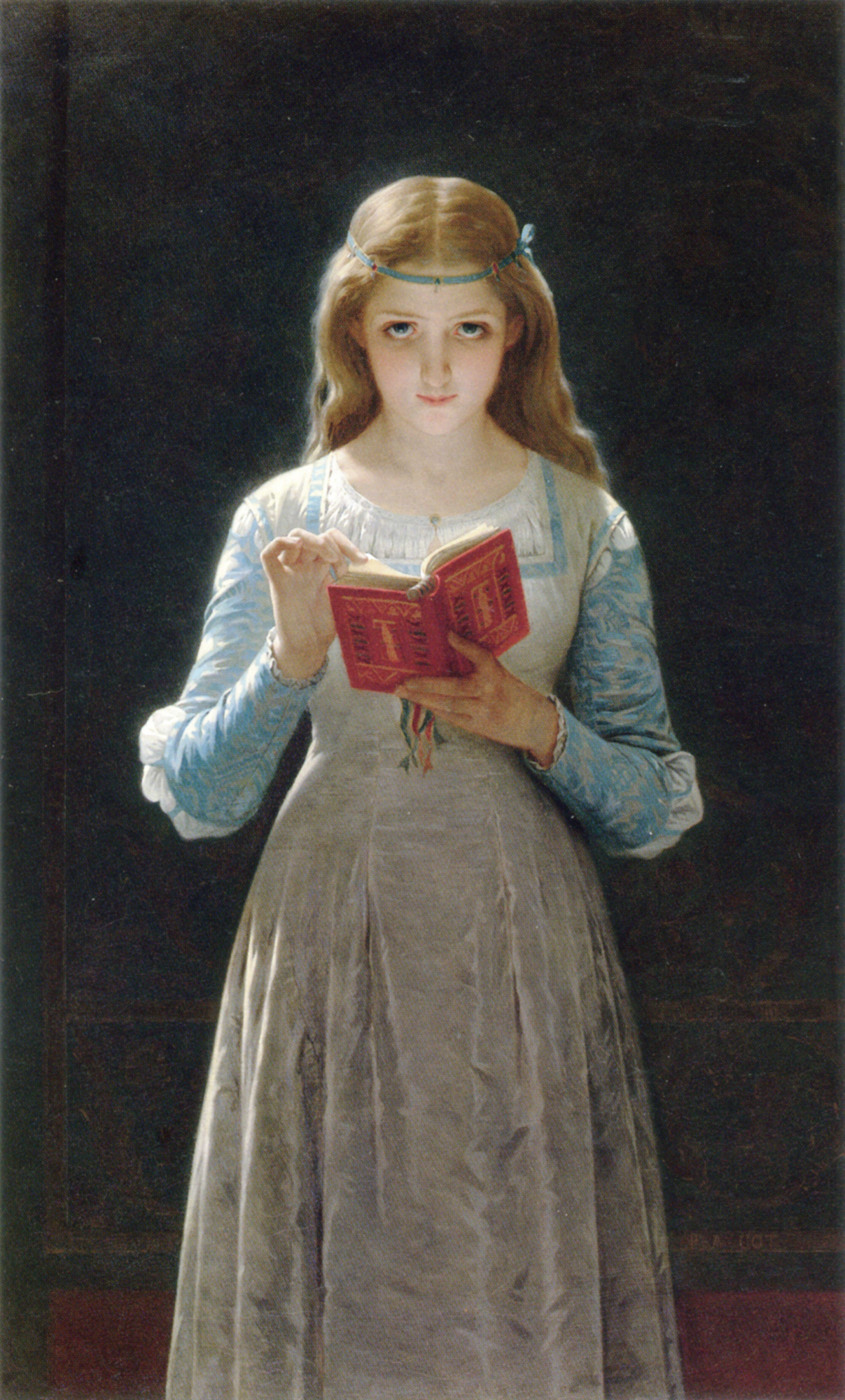
奥菲利亚（Ophelia），1870年

皮埃尔·奥古斯特·考特 （法语：Pierre Auguste Cot, 发音：[pjɛʁ o.ɡyst kɔt]  ;  1837年2月17日-1883年8月2日），法国学术古典派画家。 

## 生平

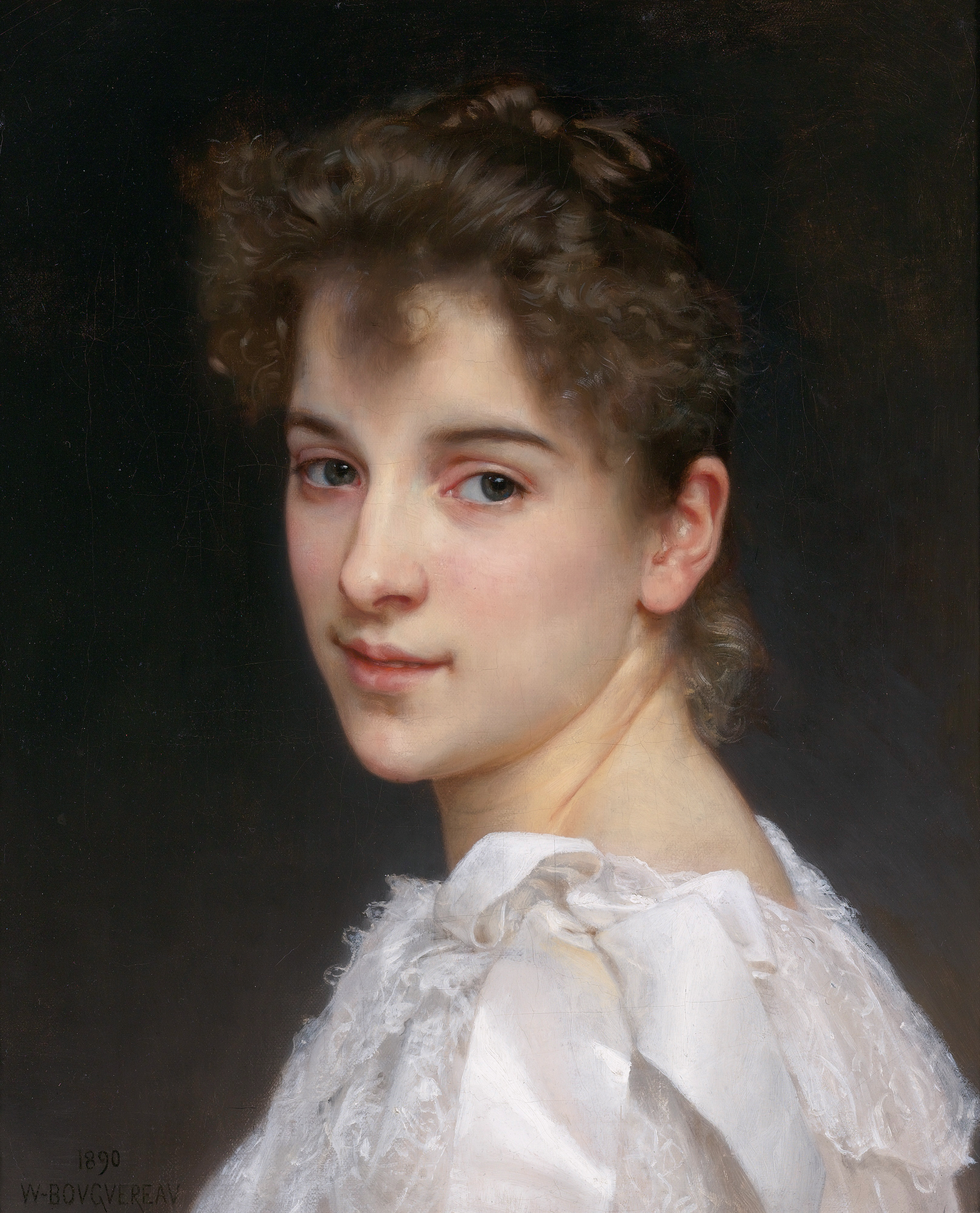
布格罗的《加布里埃尔·柯特》（Gabrielle Cot） ，柯特女儿的肖像

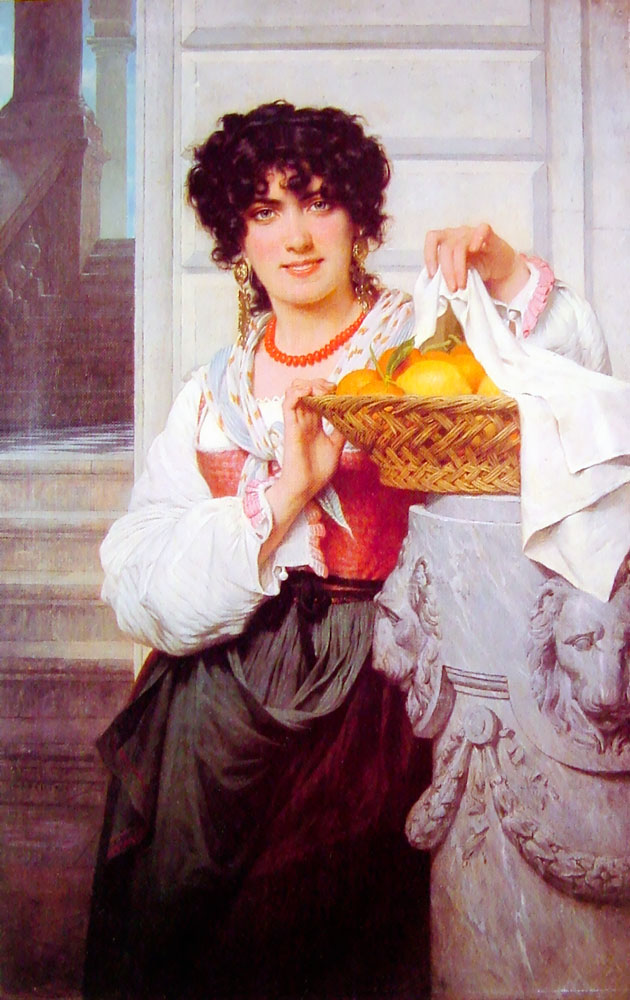
提着一篮橙子和柠檬的女孩 (Pisan Girl with Basket of Oranges and Lemons)

考特出生于法国埃罗省（Hérault）贝达里约(Bédarieux) 。其最初在图卢兹的 l'Ecole des Beaux-Arts学习，后来到巴黎继续学习绘画艺术。 他曾拜师于 莱昂·柯涅，亚历山大·卡巴内尔和威廉·阿道夫·布格罗 。1863年，他的作品在沙龙中首次亮相，并从1870年代开始，声望得到迅速提高。 
考特得到了学术雕塑家弗朗西斯·杜雷特 （ Francisque Duret）和他与之合作的威廉·阿道夫·布格罗 的资助， 并迎娶了弗朗西斯·杜雷特的女儿。 布格罗曾为考特的女儿加布里埃尔（Gabrielle）画过一幅肖像。 布格罗曾与考特家族共进晚餐，以庆祝加布里埃尔与名叫兹林的建筑师结婚。 艺术家将画作送给了加布里埃尔的祖母杜雷特（Duret）的妻子。 
考特曾赢得了各种奖章和勋章，并于1874年被授予荣誉勋章骑士勋章 。 
他在巴黎去世，享年46岁。 他被埋葬在拉雪兹神父公墓 。  

## 作品

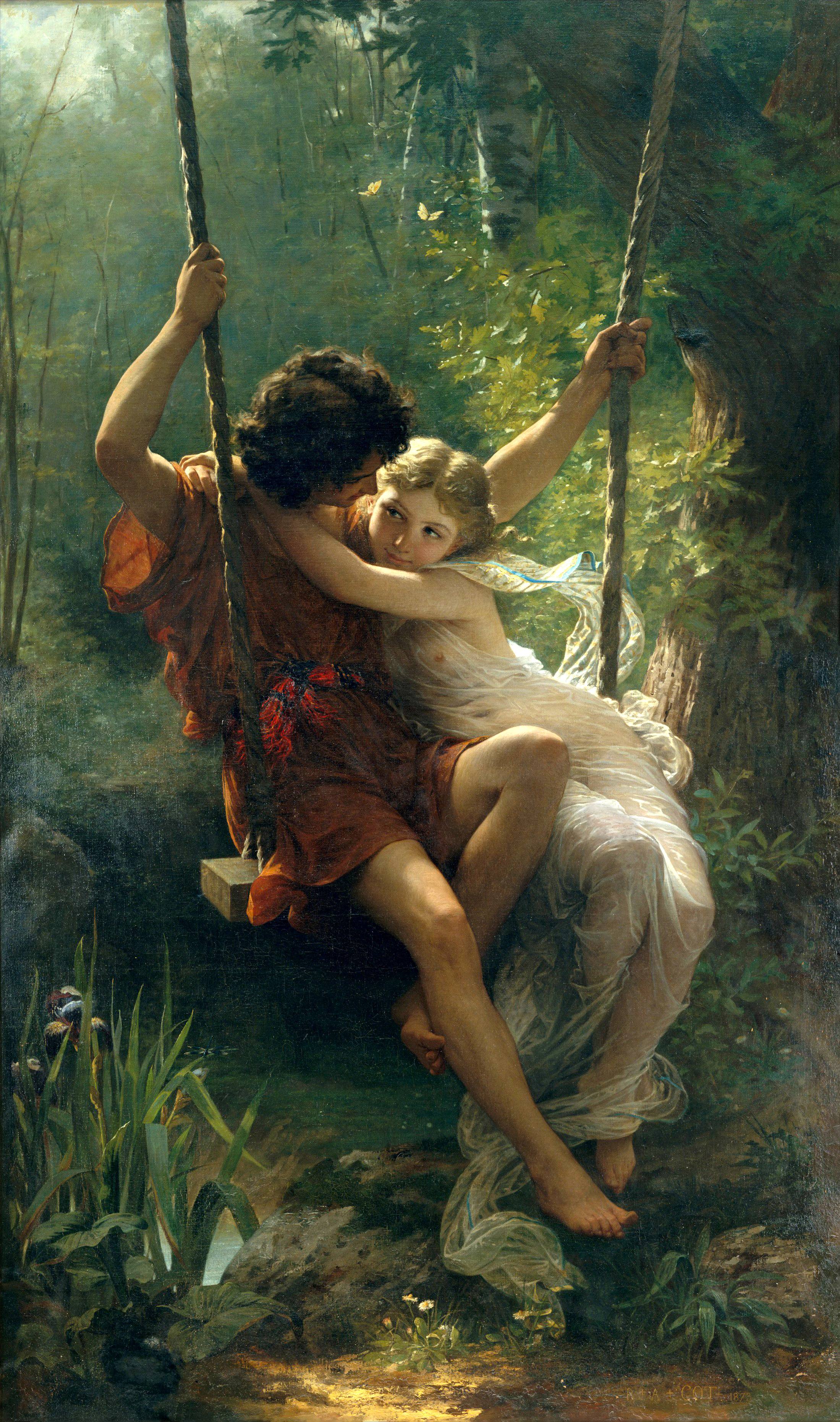
1873年《春光》（ 收藏於纽约大都会艺术博物馆 ）

他创作了几部持续受欢迎的作品，其中包括以两个年轻的恋人坐在秋千上为特色的《春光》（Le Printemps）和《暴风雨 》（La Tempête）。这两幅作品都在纽约 大都会艺术博物馆展出，《暴风雨》属于博物馆馆藏，而《春光》属于私人所有。 
Cot还以他的肖像画而闻名，这占据了了他大部分的作品主题。 更为知名的作品，例如《暴风雨》，此类题材则相对少见。 在他于四十六岁去世（1883年8月2日）后不久，为纪念该艺术家而设立纪念碑的捐赠活动便开始进行。该纪念碑于1892年在他的出生地贝达里约（Bédarieux）竖立。 

### 作品集
- 《酒鬼》（1870），收藏於台湾奇美博物館
- 《戴尼希雅》，收藏於台湾奇美博物館
- 《奥菲莉亚》 （1870）
- 《吉普赛人》或《波希米亚人》 （1871）
- 《春光》（1873年），收藏於纽约大都会艺术博物馆
- 《暴风雨》（1880），收藏於大都会艺术博物馆、奇美博物館[3]
- 《阅读灯》（La Liseuse） （约1880年）
- 《马斯夫人的画像》（1882）
- Mireille （1882），收藏於蒙彼利埃法布尔博物馆 ，
- 《我的妹妹慈善会》 ，收藏於沃尔夫汉普顿美术馆

## 知名学生
- 艾伦·戴·黑尔 （1855–1940）
- 安娜·伊丽莎白·克鲁姆克 （1856–1942）